# Ray Donovan
Ray Donovan es una serie de televisión de drama criminal estadounidense creada por Ann Biderman para Showtime que se estrenó el 30 de junio de 2013. El 4 de febrero de 2020, Showtime canceló la serie después de siete temporadas.
En 2021 a insistencias del protagonista de la Serie se hizo una película para concluir la trama de la serie. 
La misma se estrenó el 14 de enero de 2022. 

## Sinopsis
El irlando-estadounidense Ray Donovan (Liev Schreiber), originario del sur de Boston, trabaja para la poderosa firma de abogados Goldman & Drexler, que representa a los ricos y famosos. Donovan es un «solucionador de problemas»: una persona que organiza sobornos, pagos, amenazas y otras actividades dudosas para garantizar el resultado deseado por el cliente. Bueno en su trabajo, y sin bien común, Ray es normalmente un hombre de familia devoto también. Experimenta sus propios problemas cuando su padre amenazante, Mickey Donovan (Jon Voight), es liberado inesperadamente de la prisión, y el FBI intenta derribar a Ray y sus asociados.

## Elenco y personajes
- Liev Schreiber como Raymond «Ray» Donovan.
- Paula Malcomson como Abby Donovan, esposa de Ray.
- Eddie Marsan como Terrence «Terry» Donovan, hermano mayor de Ray.
- Dash Mihok como Brendan «Bunchy» Donovan, hermano menor de Ray.
- Pooch Hall como Daryll Donovan.
- Steven Bauer como Avi Rudin.
- Katherine Moennig como Lena Barnum.
- Kerris Dorsey como Bridget Donovan.
- Devon Bagby como Conor Donovan.
- Jon Voight como Mickey Donovan.
- Susan Sarandon como Samantha Winslow.
- Graham Rogers como Jacob «Smitty» Smith.

## Episodios
| Temporada | Episodios | Originalmente emitido                          | DVD y Blu-Ray de las fechas de lanzamiento                                    |
| --------- | --------- | ---------------------------------------------- | ----------------------------------------------------------------------------- |
| 1         | 12        | 30 de junio de 2013 - 22 de septiembre de 2013 | Región 1: 10 de junio de 2014 - Región 2: TBA - Región 3: 11 de junio de 2014 |
| 2         | 12        | 13 de julio de 2014 - 28 de septiembre de 2014 | Región 1, 2 y 3: TBA                                                          |
| 3         | 12        | 12 de julio de 2015 - 27 de septiembre de 2015 |                                                                               |
| 4         | 12        | 26 de junio de 2016 - 18 de septiembre de 2016 |                                                                               |
| 5         | 12        | 6 de agosto de 2017-29 de octubre de 2017      |                                                                               |
| 6         | 12        | 28 de octubre de 2018-13 de enero de 2019      |                                                                               |
| 7         | 10        | 17 de noviembre de 2019-19 de enero de 2020    |                                                                               |

## Recepción
Ray Donovan ha recibido críticas positivas desde su estreno. En Rotten Tomatoes le da a la primera temporada una calificación del 77% basada en 43 reseñas, con el consenso del sitio indicando, «Ray Donovan se mueve rápidamente entre géneros y tonos, con las actuaciones de Liev Schreiber y Jon Voight haciendo que el latigazo valga la pena». Metacritic le da a la primera temporada un puntaje promedio ponderado de 75 de 100, basado en 36 críticas, que indican «reseñas generalmente positivas».
Tim Goodman, escribiendo para The Hollywood Reporter, dijo que «Showtime tiene otra joya en sus manos» y la elección de Liev Schreiber y Jon Voight fue «oro».
En febrero de 2020 la cadena Showtime anuncia que cancela la serie y no se produce una Octava temporada que cerraría las tramas.